# Thoracopteridae
De Thoracopteridae zijn een familie van uitgestorven straalvinnige beenvissen, ingedeeld bij de orde Peltopleuriformes. Deze afstammingsgroep van vliegende visachtige Perleidiformes uit het Trias veranderde zijn borst- en buikvinnen in brede vleugels die sterk leken op die van moderne tegenhangers. Deze groep is echter niet verwant aan de huidige vliegende vissen uit de familie Exocoetidae, maar is een geval van convergente evolutie.

## Classificatie
- Familie †Thoracopteridae Griffith 1977 sensu Xu et al. 2012[2][3][4]
  - Geslacht †Gigantopterus Abel 1906
    - †Gigantopterus telleri Abel 1906

  - Geslacht †Italopterus Shen & Arratia 2022[5]
    - †Italopterus martinisi (Tintori & Sassi 1992)
    - †Italopterus magnificus Tintori & Sassi 1987

  - Geslacht †Potanichthys Xu et al. 2012
    - †Potanichthys wushaensis Xu et al. 2012

  - Geslacht †Pterygopterus Kner 1867 non Butler 1876
    - †Pterygopterus apus Kner 1867 non Butler 1876

  - Geslacht †Urocomus Costa 1862
    - †Urocomus picenus Costa 1862

  - Geslacht †Wushaichthys Xu et al. 2015
    - †Wushaichthys exquisitus Xu et al. 2015

  - Geslacht †Thoracopterus Bronn 1858
    - †Thoracopterus niederristi Bronn 1858